# Berzhausen
Berzhausen ist eine Ortsgemeinde im Landkreis Altenkirchen (Westerwald) in Rheinland-Pfalz. Sie gehört der Verbandsgemeinde Altenkirchen-Flammersfeld an.

## Geographische Lage
Die Ortsgemeinde liegt im Tal der Wied; Nachbarorte sind  Obernau im Norden, Niederwambach (Ortsteil Breibach) im Osten, Seelbach (Ortsteil Bettgenhausen) im Süden, Reiferscheid im Westen und Schürdt im Nordwesten. Berzhausen ist umgeben von ausgedehnten Waldflächen des Staatsforstes Altenkirchen.
Zur Gemeinde gehören die beiden Ortsteile Berzhausen und Strickhausen sowie die Wohnplätze Uhlenhorst und Wiesenhof.

## Geschichte
Die erste urkundliche Erwähnung von Strickhausen erfolgte im Jahr 1432. Die früher in Berzhausen liegende Ranzenmühle wurde 1470 erwähnt. Im Jahr 1561 wurden in Berzhausen fünf Feuerstellen, d. h. Häuser, gezählt.
Beide Orte gehörten bis zum Jahr 1806 zur Grafschaft Sayn-Hachenburg, das links der Wied liegende Berzhausen gehörte zum Kirchspiel Schöneberg, Strickhausen zum Kirchspiel Flammersfeld. Die Grafschaft Sayn-Hachenburg war 1799 auf dem Erbweg an die Fürsten von Nassau-Weilburg gefallen. 1806 traten die beiden nassauischen Fürsten dem napoleonischen Rheinbund bei, sodass die Region von 1806 an zum Herzogtum Nassau gehörte. Aufgrund der auf dem Wiener Kongress (1815) getroffenen Vereinbarungen wurde das Gebiet des Kirchspiels Schöneberg an das Königreich Preußen abgetreten.
Unter der preußischen Verwaltung wurden beide Ortschaften der Bürgermeisterei Flammersfeld im neu errichten Kreis Altenkirchen zugeordnet, der von 1822 an zur Rheinprovinz gehörte. 1817 hatte Berzhausen 51 und Strickhausen 41 Einwohner.
In den Jahren 1850–1852 veranlasste der damalige Flammersfelder Bürgermeister Friedrich Wilhelm Raiffeisen den ersten Brückenbau zwischen Berzhausen und Strickhausen. Die Schule in Strickhausen wurde seit 1865 erwähnt, die Schule in Berzhausen seit 1870.
Die bis dahin eigenständige Gemeinde Strickhausen wurde am 1. April 1939 nach Berzhausen eingemeindet.
Zum 20. Oktober 1952 wurde der Haltepunkt Berzhausen an der – heute nur noch durch Güterzüge befahrenen – Bahnstrecke Engers–Au in Betrieb genommen. Ab 1965 war es nur noch ein Bedarfshalt.
Bevölkerungsentwicklung
Die Entwicklung der Einwohnerzahl von Berzhausen bezogen auf das heutige Gemeindegebiet; die Werte von 1871 bis 1987 beruhen auf Volkszählungen:
| Jahr | Einwohner |
| 1815 | 92        |
| 1835 | 133       |
| 1871 | 143       |
| 1905 | 179       |
| 1939 | 157       |
| 1950 | 196       |

| Jahr | Einwohner |
| 1961 | 176       |
| 1970 | 181       |
| 1987 | 141       |
| 2005 | 182       |
| 2022 | 209       |

## Politik

### Gemeinderat
Der Gemeinderat in Berzhausen besteht aus sechs Ratsmitgliedern, die bei der Kommunalwahl am 9. Juni 2024 gewählt wurden, und dem ehrenamtlichen Ortsbürgermeister als Vorsitzendem.

### Bürgermeister
Maik Kunz wurde am 1. Mai 2016 Ortsbürgermeister von Berzhausen, nachdem er am 13. März 2016 in einer Direktwahl für das Amt gewählt worden war. Bei der Direktwahl am 26. Mai 2019 wurde er mit einem Stimmenanteil von 83,17 % und am 9. Juni 2024 ohne Gegenkandidat mit 76,8 % für jeweils weitere fünf Jahre in seinem Amt bestätigt.
Vorgänger von Maik Kunz war der langjährige Ortsbürgermeister Manfred Maurer. Mit Wirkung zum 30. April 2016 hatte er sein Amt vorzeitig niedergelegt.

### Wappen
Die Blasonierung lautet: „Von Rot und Grün gespalten durch eingeschweifte silberne Spitze, darin über blauer Wellenleiste schwarzes Mühlrad, vorn blaugezungt- und bewehrter goldener leopardierter Löwe, hinten silberner Backhausgiebel mit schwarzer Tür, Fenster und Fachwerk.“
Der saynische Löwe weist auf die frühere Zugehörigkeit von Berzhausen und Strickhausen zur Grafschaft Sayn hin; das Backhaus (Backes) auf grünem Grund symbolisiert die frühere Bedeutung der Land- und Forstwirtschaft; das Mühlrad erinnert an die Bannmühle für die Orte des Kirchspiels Flammersfeld sowie für die Orte Berzhausen und Bettgenhausen des Kirchspiels Schöneberg; die blaue Wellenleiste deutet auf die Wied hin.

## Verkehr
Der Ort hat einen Haltepunkt an der Holzbachtalbahn, Altenkirchen-Flammersfeld-Puderbach-Selters-Siershahn, es findet jedoch kein Personenverkehr statt, dieser besteht nur aus Regionalbuslinien im Auftrag des VRM.